# Леопардовый гимноторакс
Леопардовый гимноторакс, или леопардовый ликодонт, или леопардовая мурена (лат. Gymnothorax undulatus), — вид лучепёрых рыб из семейства муреновых (Muraenidae). Распространены в Индо-Тихоокеанской области и восточной части Тихого океана. Морские придонные рыбы. Максимальная длина тела 150 см.

## Описание
Тело удлинённое, без чешуи. Высота тела укладывается 14—17 раз в общую длину тела. Спинной плавник начинается перед жаберными отверстиями, тянется до хвостовой части тела и соединяется с хвостовым и анальным плавниками. Позвонков 126—138.

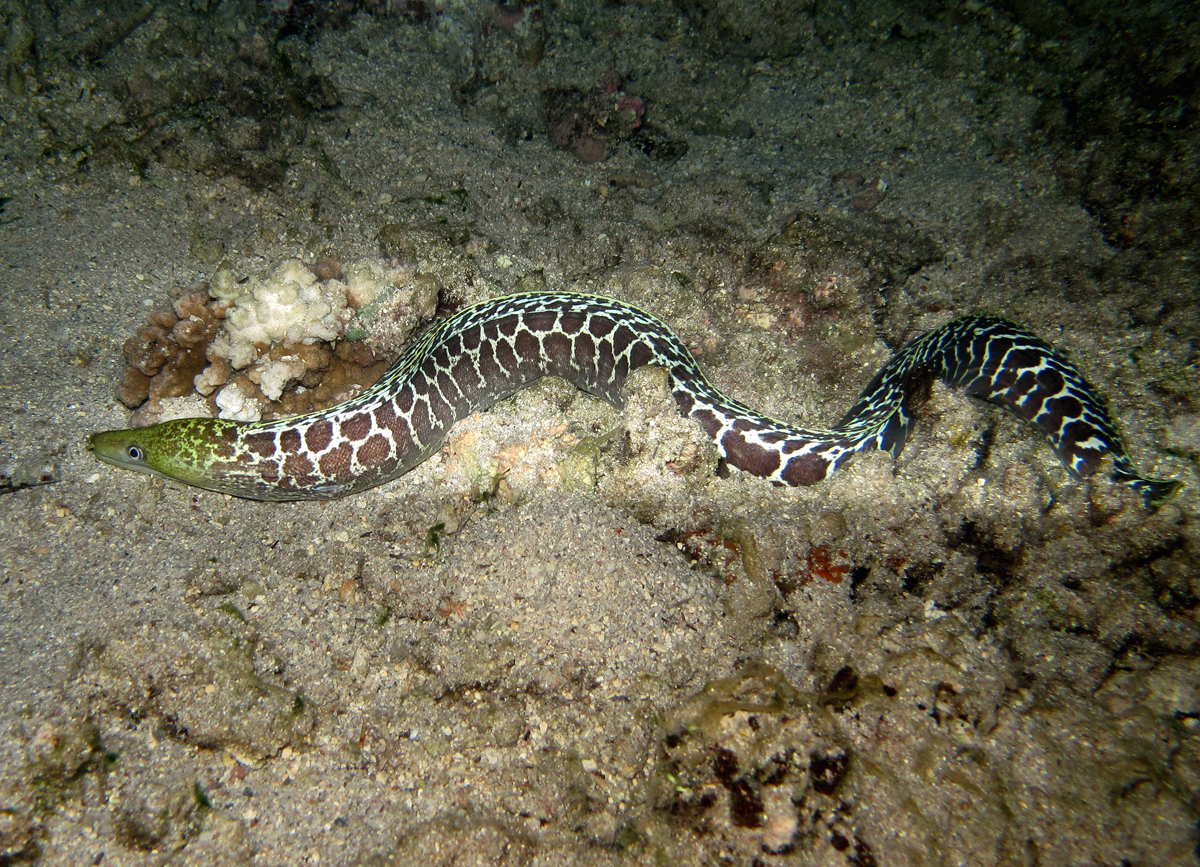

Тело от тёмно-коричневого до зеленовато-коричневого цвета. Тело и плавники покрыты волнистым рисунком из многочисленных близко расположенных беловатых пятен, которые образуют неправильные полосы. В светлых промежутках между пятнами располагаются мелкие тёмные пятнышки. Голова зеленовато-жёлтая, у некоторых особей угол рта более тёмный.
Максимальная длина тела 150 см; максимальная зарегистрированная масса тела у особей, отловленных у берегов Тайваня — 1343 г.

## Ареал и места обитания
Широко распространены в тропических водах Индо-Тихоокеанской области от восточной Африки, Персидского залива и Красного моря до островов Французской Полинезии и Гавайских островов; на север до островов Рюкю и Бонин, на юг до Австралии. Восточная Пацифика:  Коста-Рика, Панама.
Морские придонные рыбы. Обитают на внешних склонах коралловых рифов, среди скал и камней, а также в лагунах на глубинах от 9 до 110 метров. Ведут ночной образ жизни. Питаются рыбами, осьминогами и ракообразными. Довольно обычны. Агрессивны, в случае опасности могут укусить.